# Деветте живота на Нестор Махно
Деветте живота на Нестор Махно (на руски: Девять жизней Нестора Махно) е минисериал от 12 части, излъчен по руския Първи канал. Поредицата е историческа биографична драма за живота на Нестор Махно, украински анархист, командир на Революционната въстаническа армия на Украйна (Махновщина). Предлага се комплект DVD от 6 диска от серията.

## Сюжет
Сериалът разказва историята за живота на Нестор Махно и неговата Революционна въстаническа армия. По време на Руската революция от 1905 г. той се присъединява към Съюза на бедните селяни и провежда кампания на експроприативен анархизъм. Той е арестуван и изпратен в затвора „Бутирка“, където получава образование от Пьотър Аршинов, преди да бъде амнистиран по време на Февруарската революция и освободен. Първите му стъпки са организиране на свободни селски общини в района на Гуляйполе, по-късно формиране на бунтовнически отряди, които в крайна сметка прерастват в Революционната въстаническа армия на Украйна и играят влиятелна роля в Гражданската война в Русия. След като е победен, Махно бяга в изгнание във Франция, където в крайна сметка умира от туберкулоза.

## Актьорски състав
| Актьор                 | Роля                                                                           |
| ---------------------- | ------------------------------------------------------------------------------ |
| Павел Деревянко        | Нестор Махно                                                                   |
| Ада Роговцева          | Евдокия Матвеевна, майката на Нестор                                           |
| Лидия Оболенская       | първата съпруга на Нестор Анастасия Васецкая                                   |
| Анна Слю               | втората съпруга на Нестор Галина Кузменко                                      |
| Даниил Белих           | Федосий Шчус, съратник на Махно                                                |
| Олег Примогенов        | Лев Задов                                                                      |
| Александра Половинская | дъщерята на Махно, Люси                                                        |
| Анна Уколова           | Маруся Никифорова                                                              |
| Игор Староселцев       | Владимир Ленин                                                                 |
| Арсений Ковалски       | Яков Свердлов                                                                  |
| Евгений Князев         | Лев Троцки                                                                     |
| Сергей Романюк         | Пан Данилевски Иван Казимирович                                                |
| Наталия Солдатова      | Винсент, дъщеря на Данилевски                                                  |
| Кирил Плетнев          | Владислав, син на Данилевски                                                   |
| Игор Гнездилов         | Тимофей Лашкевич                                                               |
| Леся Самаева           | Мария                                                                          |
| Вячеслав Василюк       | Савва Махно                                                                    |
| Константин Косишин     | Григорий Махно                                                                 |
| Александър Кобзар      | Емелян Махно                                                                   |
| Виктор Андриенко       | Мейбъл                                                                         |
| Владимир Голосняк      | генерал Слашчев                                                                |
| Анатолий Хнатюк        | генерал Шкуро                                                                  |
| Алексей Вертински      | генерал Пьотър Врангел                                                         |
| Александър Безсмертни  | генерал Антон Деникин                                                          |
| Валери Шептекита       | Пьотър Кропоткин                                                               |
| Сергей Гаврилюк        | Павел Дибенко                                                                  |
| Станислав Боклан       | Антонов-Овсеенко                                                               |
| Николай Боклан         | Демян Захарович                                                                |
| Людмила Смородина      | Александра Колонтай                                                            |
| Валери Шалига          | Михаил Фрунзе                                                                  |
| Фьодор Олховски        | Лев Борисович Каменев                                                          |
| Сергей Кучеренко       | Атаман Григориев                                                               |
| Игор Славински         | Пьотър Аршинов                                                                 |
| Сергей Бойко           | Павел Глиба                                                                    |
| Владимир Кузнецов      | Степан Трунов                                                                  |
| Сергей Сипливий        | Исак Матвеевич Шомпер                                                          |
| Анатолий Помилуйко     | отец Дмитрий, селски свещеник                                                  |
| Григорий Боковенко     | Гнат Паско                                                                     |
| Максим Браматкин       | „Мандолина“ (Роман Савелиевич Кущ)                                             |
| Николай Олейник        | дядо Правда, стар анархист                                                     |
| Сергей Стрелников      | белогвардеец                                                                   |
| Владимир Андреев       | Фома Кожин                                                                     |
| Виктор Сарайкин        | Суховерхий, генерал-корнет от бронетанковите сили на Народна република Украйна |
| Александър Кочубей     | Павло Тимошенко, артилерист                                                    |
| Леонид Марченко        | прокурор                                                                       |
| Олег Треповски         | Кирил Игнатиевич, следовател (тогава – прокурор на Екатеринославска губерния)  |
| Валери Легин           | Виктор Черниш (прототип – Виктор Белаш)                                        |
| Николай Бутковски      | комендант на Екатеринослав                                                     |
| Андрей Маслов-Лисичкин | Сашко Клайн                                                                    |
| Васил Ивашина          | Трохим Бойко                                                                   |
| Александър Жуковин     | Каретников                                                                     |
| Владимир Заднепровски  | Лейба, ръководител на еврейската колония в Гуляй-Поле                          |
| Владимир Башкиров      | Юрко Черниговски                                                               |
| Александър Игнатуша    | таксиметров шофьор в Париж                                                     |